# Croix du clos du Pin
La croix du clos du Pin est une croix de chemin  en pierre située au Grand-Bornand, dans le département français de Haute-Savoie. Datant de l'an  1500, elle est classée Monument historique depuis 1944.

## Localisation
La croix est située dans le département français de la Haute-Savoie, dans la commune de Le Grand-Bornand. Elle se dresse  en dehors du village, au hameau de Lormay, dans la vallée du Bouchet, au pied de la chaine des Aravis. Elle se trouvait initialement plus proche du village, à l'entrée de la vallée du Bouchet, au clos du Pin mais a été déplacée en 1988, à la suite de travaux d'élargissement de la route du Bouchet. 

## Description
C'est une croix grecque en pierre, aux bras de section carrée reposant sur un socle également en pierre.  Une petite niche qui devait abriter une statuette (aujourd'hui disparue) se trouve à la croisée des bras. Sous cette niche, est gravée une inscription en latin que l'on peut traduire par « ce travail a été fait par honnête [inconnu ?] (daté) 1500 ».

## Historique
Plus ancienne croix de la commune, elle a été érigée en 1500 (la base Mérimée indique elle le XVe siècle). Les nombreuses autres croix présentes dans la commune ont été érigées à l'occasion de mission au cours du XIXe siècle et XXe siècle. La croix du clos du Pin fut classée Monument historique le 28 avril 1944 avec alors un périmètre de protection de 500 mètres.